# Malá Franková
Malá Franková es un municipio del distrito de Kežmarok en la región de Prešov, Eslovaquia, con una población estimada a final del año 2024 de 194 habitantes.
Se encuentra ubicado al noroeste de la región, cerca del río Poprad (cuenca hidrográfica del río Vístula) y de la frontera con Polonia.

## Demografía
| Año        | 1994 | 2004    | 2014    | 2024    |
| ---------- | ---- | ------- | ------- | ------- |
| Población  | 197  | 186     | 181     | 194     |
| Diferencia |      | −5,58 % | −2,68 % | +7,18 % |

| Año        | 2023 | 2024    |
| ---------- | ---- | ------- |
| Población  | 189  | 194     |
| Diferencia |      | +2,64 % |